# Vierschanzentournee 2015/16
Die 64. Vierschanzentournee 2015/16 war eine Reihe von Skisprungwettkämpfen. Sie fand als Teil des Skisprung-Weltcups 2015/16 zwischen dem 28. Dezember 2015 und dem 6. Januar 2016 statt und wurde von der FIS organisiert. Titelverteidiger war der Österreicher Stefan Kraft. Die Wettkampfstätten waren wie in jedem Jahr die Skisprungschanzen von Oberstdorf, Garmisch-Partenkirchen, Innsbruck und Bischofshofen. Wie bei allen Weltcupspringen gab es auch für die vier Tourneeetappen Weltcuppunkte. Gesamtsieger wurde der Slowene Peter Prevc vor Severin Freund und Michael Hayböck. Prevc war damit der erste Gesamtsieger seit der Vierschanzentournee 2008/09, der kein Österreicher ist, die zuvor sieben Mal in Folge die Tournee gewannen. Es war der zweite slowenische Gesamtsieg nach dem Erfolg von Primož Peterka bei der Tournee 1996/97.

## Vorfeld
Vor der Vierschanzentournee wurden bereits sieben Einzelspringen im Weltcup absolviert. Die Saison begann Ende November 2015 im deutschen Klingenthal.

### Gesamtweltcupstand vor der Vierschanzentournee
| Rang | Name                 | Punkte |
| ---- | -------------------- | ------ |
| 01.  | Peter Prevc          | 564    |
| 02.  | Severin Freund       | 399    |
| 03.  | Kenneth Gangnes      | 370    |
| 04.  | Johann André Forfang | 284    |
| 05.  | Daniel-André Tande   | 266    |
| 06.  | Michael Hayböck      | 257    |
| 07.  | Richard Freitag      | 215    |
| 08.  | Domen Prevc          | 211    |
| 09.  | Stefan Kraft         | 189    |
| 10.  | Andreas Stjernen     | 168    |

### Nominierte Athleten
Die Anzahl der Athleten, die die Nationen an den Start schicken dürfen, ist abhängig von den zuvor erzielten Ergebnissen im Weltcup, im Grand Prix sowie im Continental Cup. Zusätzlich schicken die austragenden Nationen Deutschland (in Oberstdorf und Garmisch-Partenkirchen) und Österreich (in Innsbruck und Bischofshofen) eine nationale Gruppe von jeweils sechs Athleten an den Start. Es wurden insgesamt 82 Sportler aus 18 Nationen nominiert:
| Nation             | Anzahl | Athleten |
| ------------------ | ------ | --- |
| Deutschland        | 13     | Richard Freitag, Severin Freund, Karl Geiger, Stephan Leyhe, Michael Neumayer, Andreas Wank, Andreas Wellinger; in Oberstdorf und Garmisch-Partenkirchen: Markus Eisenbichler, Tim Fuchs, Marinus Kraus, Pius Paschke, David Siegel, Paul Winter                                                                                              |
| Österreich         | 12     | Manuel Fettner, Michael Hayböck, Stefan Kraft (Titelverteidiger), Manuel Poppinger; in Oberstdorf, Garmisch-Partenkirchen und Innsbruck: Gregor Schlierenzauer; in Innsbruck und Bischofshofen: Clemens Aigner, Florian Altenburger, Philipp Aschenwald, Andreas Kofler, Markus Schiffner, Elias Tollinger; in Bischofshofen: Thomas Diethart |
| Bulgarien          | 01     | Wladimir Sografski |
| Estland            | 01     | Martti Nõmme |
| Finnland           | 04     | Ville Larinto; in Oberstdorf und Garmisch-Partenkirchen: Lauri Asikainen, Harri Olli; in Bischofshofen: Andreas Alamommo |
| Frankreich         | 02     | Vincent Descombes Sevoie, Ronan Lamy Chappuis |
| Italien            | 01     | in Oberstdorf und Garmisch-Partenkirchen: Sebastian Colloredo |
| Japan              | 06     | Daiki Itō, Noriaki Kasai, Junshirō Kobayashi, Kento Sakuyama, Taku Takeuchi, Shōhei Tochimoto |
| Kanada             | 01     | MacKenzie Boyd-Clowes |
| Kasachstan         | 02     | Marat Schaparow, Radik Schaparow |
| Norwegen           | 08     | Anders Fannemel, Johann André Forfang, Kenneth Gangnes, Joachim Hauer, Andreas Stjernen, Daniel-André Tande; in Oberstdorf und Garmisch-Partenkirchen: Halvor Egner Granerud; in Innsbruck und Bischofshofen: Tom Hilde |
| Polen              | 07     | Stefan Hula, Maciej Kot, Kamil Stoch; in Oberstdorf: Piotr Żyła; in Oberstdorf und Garmisch-Partenkirchen: Klemens Murańka; in Garmisch-Partenkirchen, Innsbruck und Bischofshofen: Dawid Kubacki; in Innsbruck und Bischofshofen: Andrzej Stękała                                                                                            |
| Russland           | 04     | Wladislaw Bojarinzew, Ilmir Chasetdinow, Jewgeni Klimow, Denis Kornilow |
| Schweiz            | 04     | Simon Ammann, Gregor Deschwanden; in Oberstdorf, Garmisch-Partenkirchen und Innsbruck: Killian Peier; in Garmisch-Partenkirchen und Innsbruck: Luca Egloff |
| Slowenien          | 07     | Tilen Bartol, Robert Kranjec, Anže Lanišek, Domen Prevc, Peter Prevc, Anže Semenič, Jurij Tepeš |
| Südkorea           | 03     | in Oberstdorf und Garmisch-Partenkirchen: Choi Seou; in Oberstdorf und Innsbruck: Choi Heung-chul; in Garmisch-Partenkirchen und Innsbruck: Kim Hyun-ki |
| Tschechien         | 04     | Lukáš Hlava, Jakub Janda, Roman Koudelka, Jan Matura |
| Vereinigte Staaten | 02     | Nicholas Alexander, Michael Glasder |

## Austragungsorte

### Oberstdorf
Erdinger Arena (Große Schattenbergschanze, HS137)

Die Qualifikation für das Auftaktspringen der 64. Vierschanzentournee in Oberstdorf fand am 28. Dezember 2015 statt. Für einen Zwischenfall sorgte dabei ein kompletter Stromausfall in der Gemeinde während des offiziellen Trainings vor der Qualifikation. Nach über einer Stunde wurde schließlich der Trainingsdurchgang fortgesetzt, der geplante darauffolgende zweite Trainingsdurchgang jedoch wegen Zeitverzug abgesagt und mit der Qualifikation leicht verspätet angefangen.
Am 29. Dezember 2015 fand der Wettkampf statt.
| Rang | Name                 | Punkte | Weite 1 | Weite 2 |
| ---- | -------------------- | ------ | ------- | ------- |
| 01   | Severin Freund       | 307,2  | 126,0 m | 137,5 m |
| 02   | Michael Hayböck      | 304,2  | 130,0 m | 139,0 m |
| 03   | Peter Prevc          | 299,9  | 129,5 m | 130,0 m |
| 04   | Anders Fannemel      | 295,8  | 130,5 m | 129,0 m |
| 05   | Noriaki Kasai        | 290,6  | 127,0 m | 133,5 m |
| 06   | Kenneth Gangnes      | 288,6  | 129,0 m | 135,5 m |
| 07   | Stefan Kraft         | 287,7  | 130,0 m | 127,5 m |
| 08   | Johann André Forfang | 278,8  | 121,5 m | 127,0 m |
| 09   | Richard Freitag      | 276,5  | 121,0 m | 130,0 m |
| 10   | Daniel-André Tande   | 273,9  | 133,0 m | 119,0 m |
| 11   | Joachim Hauer        | 269,8  | 127,0 m | 126,5 m |
| 12   | Simon Ammann         | 267,3  | 123,5 m | 127,0 m |
| 13   | Andreas Wank         | 264,5  | 120,5 m | 130,5 m |
| 14   | Stephan Leyhe        | 263,5  | 118,5 m | 129,0 m |
| 15   | Andreas Wellinger    | 261,0  | 118,5 m | 130,0 m |

| Rang | Name                     | Punkte | Weite 1 | Weite 2 |
| ---- | ------------------------ | ------ | ------- | ------- |
| 16   | Anže Lanišek             | 254,3  | 122,5 m | 120,0 m |
| 17   | Vincent Descombes Sevoie | 251,4  | 117,0 m | 124,5 m |
| 18   | Taku Takeuchi            | 250,1  | 119,5 m | 119,0 m |
| 19   | Michael Neumayer         | 249,5  | 123,0 m | 123,0 m |
| 20   | Andreas Stjernen         | 248,2  | 114,0 m | 124,5 m |
| 20   | Manuel Fettner           | 248,2  | 117,5 m | 126,5 m |
| 22   | Jakub Janda              | 247,7  | 120,5 m | 121,5 m |
| 23   | Kamil Stoch              | 247,2  | 121,0 m | 123,5 m |
| 24   | Roman Koudelka           | 246,3  | 122,5 m | 121,5 m |
| 24   | Daiki Itō                | 246,3  | 120,5 m | 113,5 m |
| 26   | Karl Geiger              | 238,6  | 119,0 m | 120,0 m |
| 27   | Domen Prevc              | 233,1  | 121,5 m | 108,5 m |
| 28   | Jewgeni Klimow           | 231,6  | 117,5 m | 113,5 m |
| 29   | Pius Paschke             | 231,5  | 112,5 m | 118,0 m |
| 30   | Robert Kranjec           | 225,7  | 114,0 m | 120,0 m |

### Garmisch-Partenkirchen
Große Olympiaschanze (HS140)

Die Qualifikation für das zweite Springen in Garmisch-Partenkirchen, das sogenannte Neujahrsspringen, fand am 31. Dezember 2015 statt. Am 1. Januar 2016 wurde der Wettkampf ausgetragen.
| Rang | Name                 | Punkte | Weite 1 | Weite 2 |
| ---- | -------------------- | ------ | ------- | ------- |
| 01   | Peter Prevc          | 272,7  | 133,5 m | 136,0 m |
| 02   | Kenneth Gangnes      | 260,1  | 132,0 m | 134,0 m |
| 03   | Severin Freund       | 256,8  | 133,5 m | 132,5 m |
| 04   | Johann André Forfang | 250,8  | 128,0 m | 133,5 m |
| 05   | Michael Hayböck      | 247,3  | 131,0 m | 132,0 m |
| 06   | Richard Freitag      | 243,6  | 130,0 m | 127,5 m |
| 07   | Anders Fannemel      | 241,5  | 132,5 m | 126,0 m |
| 08   | Roman Koudelka       | 241,0  | 129,0 m | 128,0 m |
| 09   | Stefan Kraft         | 238,6  | 128,5 m | 127,5 m |
| 10   | Daiki Itō            | 234,0  | 130,0 m | 125,0 m |
| 11   | Andreas Wank         | 231,8  | 126,5 m | 126,0 m |
| 12   | Noriaki Kasai        | 231,0  | 126,5 m | 125,0 m |
| 13   | Simon Ammann         | 227,3  | 127,5 m | 125,5 m |
| 14   | Andreas Wellinger    | 226,4  | 123,5 m | 130,0 m |
| 15   | Andreas Stjernen     | 226,1  | 125,0 m | 127,5 m |

| Rang | Name                     | Punkte | Weite 1 | Weite 2 |
| ---- | ------------------------ | ------ | ------- | ------- |
| 16   | David Siegel             | 222,5  | 128,5 m | 121,0 m |
| 17   | Stephan Leyhe            | 221,8  | 126,5 m | 120,5 m |
| 18   | Domen Prevc              | 220,2  | 122,0 m | 126,0 m |
| 19   | Vincent Descombes Sevoie | 219,5  | 124,5 m | 122,0 m |
| 19   | Kamil Stoch              | 219,5  | 125,0 m | 122,5 m |
| 21   | Gregor Schlierenzauer    | 218,0  | 124,5 m | 123,5 m |
| 22   | Manuel Fettner           | 217,0  | 123,5 m | 123,0 m |
| 23   | Anže Lanišek             | 215,0  | 122,5 m | 124,0 m |
| 24   | Stefan Hula              | 213,5  | 125,0 m | 122,0 m |
| 25   | Lukáš Hlava              | 212,1  | 123,0 m | 122,0 m |
| 26   | Kento Sakuyama           | 206,1  | 122,0 m | 122,5 m |
| 27   | Jakub Janda              | 205,9  | 121,0 m | 121,0 m |
| 28   | Jan Matura               | 204,7  | 114,0 m | 123,5 m |
| 29   | Michael Neumayer         | 204,6  | 120,0 m | 118,0 m |
| 30   | Daniel-André Tande       | 193,5  | 118,5 m | 115,5 m |

#### Tournee-Zwischenstand
Unter Berücksichtigung der Ergebnisse von Oberstdorf und Garmisch-Partenkirchen ergab sich folgender Zwischenstand in der Tournee-Gesamtwertung (angeführt sind die zehn besten Springer):
| Rang | Name                 | Punkte |
| ---- | -------------------- | ------ |
| 01.  | Peter Prevc          | 572,6  |
| 02.  | Severin Freund       | 564,0  |
| 03.  | Michael Hayböck      | 551,5  |
| 04.  | Kenneth Gangnes      | 548,7  |
| 05.  | Anders Fannemel      | 537,3  |
| 06.  | Johann André Forfang | 529,6  |
| 07.  | Stefan Kraft         | 526,3  |
| 08.  | Noriaki Kasai        | 521,6  |
| 09.  | Richard Freitag      | 520,1  |
| 10.  | Andreas Wank         | 496,3  |

### Innsbruck
Bergiselschanze (HS130)

Die Qualifikation für das dritte Springen in Innsbruck fand am 2. Januar 2016 statt. Am 3. Januar 2016 wurde der Wettkampf ausgetragen.
| Rang | Name                     | Punkte | Weite 1 | Weite 2 |
| ---- | ------------------------ | ------ | ------- | ------- |
| 01   | Peter Prevc              | 269,5  | 125,0 m | 132,0 m |
| 02   | Severin Freund           | 258,4  | 122,5 m | 128,0 m |
| 03   | Kenneth Gangnes          | 251,5  | 126,5 m | 124,0 m |
| 04   | Johann André Forfang     | 249,7  | 122,0 m | 124,0 m |
| 05   | Michael Hayböck          | 247,5  | 119,0 m | 123,5 m |
| 06   | Andreas Wellinger        | 239,5  | 122,5 m | 120,0 m |
| 07   | Noriaki Kasai            | 236,8  | 124,5 m | 119,5 m |
| 08   | Daiki Itō                | 235,8  | 120,0 m | 121,0 m |
| 09   | Andreas Wank             | 235,4  | 120,0 m | 122,5 m |
| 10   | Richard Freitag          | 233,3  | 117,5 m | 123,0 m |
| 11   | Stefan Kraft             | 231,9  | 117,0 m | 123,5 m |
| 12   | Anders Fannemel          | 231,8  | 120,0 m | 118,5 m |
| 13   | Roman Koudelka           | 231,3  | 116,0 m | 124,0 m |
| 14   | Vincent Descombes Sevoie | 230,9  | 122,5 m | 118,0 m |
| 15   | Jan Matura               | 226,6  | 117,5 m | 120,0 m |

| Rang | Name                | Punkte | Weite 1 | Weite 2 |
| ---- | ------------------- | ------ | ------- | ------- |
| 16   | Kamil Stoch         | 226,1  | 118,5 m | 120,5 m |
| 17   | Tom Hilde           | 226,0  | 123,0 m | 116,5 m |
| 18   | Taku Takeuchi       | 225,7  | 118,0 m | 120,5 m |
| 19   | Andreas Stjernen    | 225,6  | 120,5 m | 117,0 m |
| 20   | Lukáš Hlava         | 224,7  | 119,0 m | 120,5 m |
| 21   | Stephan Leyhe       | 223,7  | 117,5 m | 119,5 m |
| 22   | Simon Ammann        | 220,6  | 123,5 m | 117,5 m |
| 23   | Domen Prevc         | 220,1  | 111,0 m | 121,5 m |
| 24   | Dawid Kubacki       | 219,3  | 118,5 m | 118,0 m |
| 25   | Joachim Hauer       | 219,1  | 119,5 m | 114,5 m |
| 26   | Manuel Fettner      | 216,3  | 120,5 m | 113,0 m |
| 27   | Stefan Hula         | 213,8  | 114,5 m | 118,0 m |
| 28   | Ronan Lamy Chappuis | 208,8  | 117,5 m | 113,5 m |
| 29   | Clemens Aigner      | 204,0  | 112,5 m | 116,5 m |
| 30   | Kento Sakuyama      | 199,9  | 115,0 m | 110,5 m |

#### Tournee-Zwischenstand
Unter Berücksichtigung der Ergebnisse von Oberstdorf, Garmisch-Partenkirchen und Innsbruck ergab sich folgender Zwischenstand in der Tournee-Gesamtwertung (angeführt sind die zehn besten Springer):
| Rang | Name                 | Punkte |
| ---- | -------------------- | ------ |
| 01.  | Peter Prevc          | 842,1  |
| 02.  | Severin Freund       | 822,4  |
| 03.  | Kenneth Gangnes      | 800,2  |
| 04.  | Michael Hayböck      | 799,0  |
| 05.  | Johann André Forfang | 779,3  |
| 06.  | Anders Fannemel      | 769,1  |
| 07.  | Noriaki Kasai        | 758,4  |
| 08.  | Stefan Kraft         | 758,2  |
| 09.  | Richard Freitag      | 753,4  |
| 10.  | Andreas Wank         | 731,7  |

### Bischofshofen
Paul-Außerleitner-Schanze (HS140)

Die Qualifikation für das abschließende, vierte Springen in Bischofshofen, traditionell auch Dreikönigsspringen genannt, fand am 5. Januar 2016 statt. Am 6. Januar 2016 wurde der Wettkampf ausgetragen. Peter Prevc konnte auch in Bischofshofen siegen und somit den Gesamtsieg fixieren.
| Rang | Name                 | Punkte | Weite 1 | Weite 2 |
| ---- | -------------------- | ------ | ------- | ------- |
| 01   | Peter Prevc          | 297,3  | 139,0 m | 142,5 m |
| 02   | Severin Freund       | 290,5  | 136,0 m | 141,0 m |
| 03   | Michael Hayböck      | 282,6  | 134,0 m | 139,0 m |
| 04   | Stefan Kraft         | 278,0  | 136,0 m | 138,0 m |
| 05   | Kenneth Gangnes      | 273,3  | 131,5 m | 137,0 m |
| 06   | Domen Prevc          | 265,1  | 132,0 m | 135,5 m |
| 07   | Johann André Forfang | 256,2  | 135,5 m | 129,5 m |
| 08   | Simon Ammann         | 255,7  | 136,0 m | 132,0 m |
| 09   | Noriaki Kasai        | 254,8  | 129,0 m | 131,0 m |
| 10   | Daiki Itō            | 251,2  | 130,5 m | 130,0 m |
| 11   | Richard Freitag      | 248,0  | 129,0 m | 129,5 m |
| 12   | Jakub Janda          | 247,1  | 126,0 m | 134,5 m |
| 13   | Andreas Stjernen     | 245,2  | 128,0 m | 128,0 m |
| 14   | Roman Koudelka       | 244,5  | 127,0 m | 127,5 m |
| 15   | Andreas Wellinger    | 243,4  | 124,5 m | 129,0 m |

| Rang | Name                     | Punkte | Weite 1 | Weite 2 |
| ---- | ------------------------ | ------ | ------- | ------- |
| 16   | Vincent Descombes Sevoie | 242,7  | 125,5 m | 132,0 m |
| 16   | Andreas Wank             | 242,7  | 126,0 m | 128,0 m |
| 18   | Anders Fannemel          | 241,0  | 125,5 m | 131,0 m |
| 19   | Joachim Hauer            | 239,9  | 130,0 m | 125,5 m |
| 20   | Anže Lanišek             | 239,0  | 124,0 m | 129,0 m |
| 21   | Daniel-André Tande       | 237,0  | 127,0 m | 124,0 m |
| 22   | Jurij Tepeš              | 231,8  | 126,0 m | 125,5 m |
| 23   | Manuel Fettner           | 231,6  | 123,0 m | 127,0 m |
| 24   | Stefan Hula              | 231,0  | 124,5 m | 127,0 m |
| 25   | Jan Matura               | 229,9  | 123,0 m | 126,0 m |
| 26   | Andreas Kofler           | 229,2  | 125,0 m | 126,0 m |
| 27   | Manuel Poppinger         | 227,1  | 120,0 m | 126,5 m |
| 28   | Maciej Kot               | 223,4  | 123,5 m | 123,0 m |
| 29   | Philipp Aschenwald       | 222,9  | 122,0 m | 123,0 m |
| 30   | Andrzej Stękała          | 210,6  | 119,0 m | 122,0 m |

## Tournee-Endstand

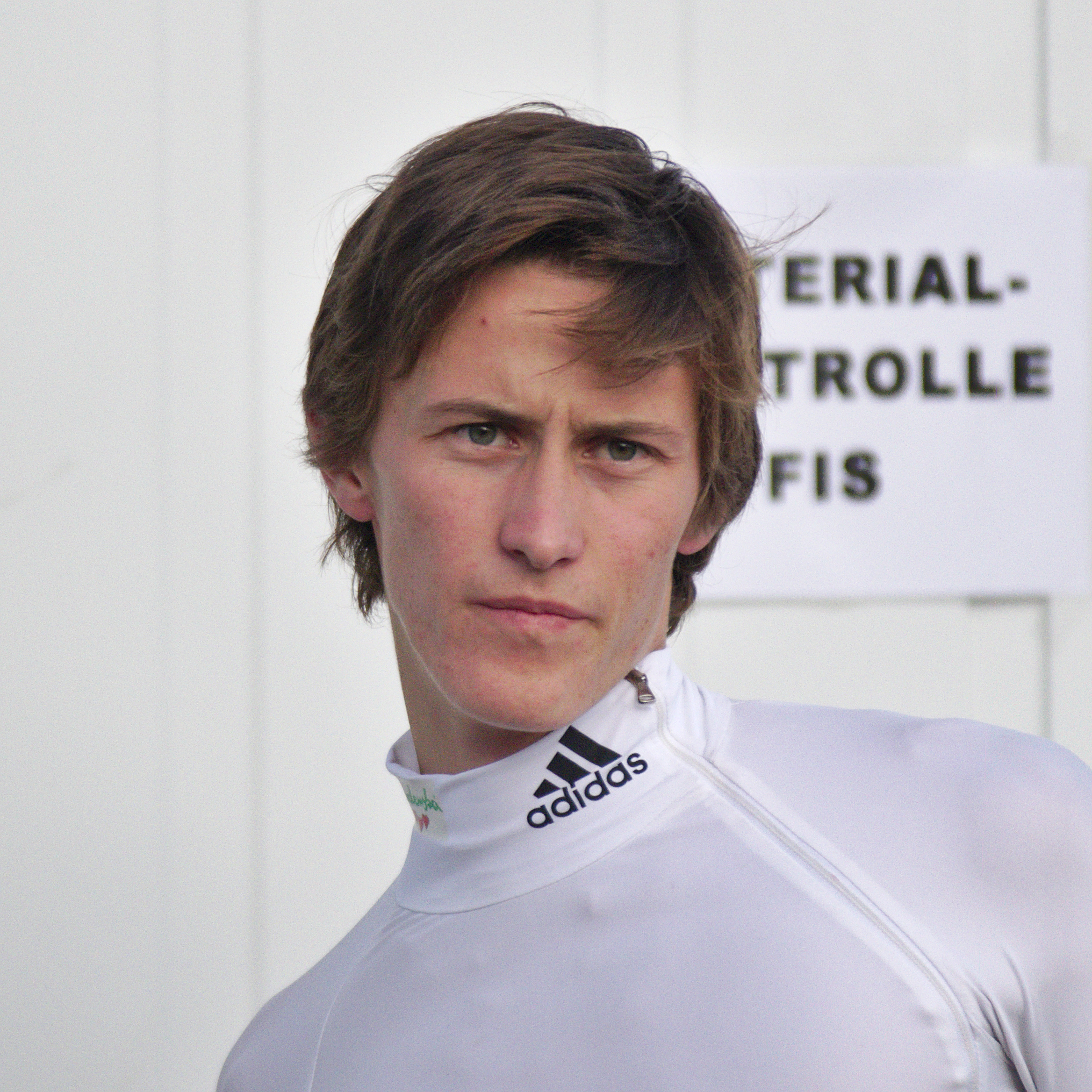
Peter Prevc (2014)

### Übersicht
| Datum          | Ort                    | Schanze                         | Anmerkung      | Sieger         | Zweiter         | Dritter         | Gesamtführender |
| -------------- | ---------------------- | ------------------------------- | -------------- | -------------- | --------------- | --------------- | --------------- |
| 29.12.2015     | Oberstdorf             | Schattenbergschanze HS137       | Nacht          | Severin Freund | Michael Hayböck | Peter Prevc     | Severin Freund  |
| 01.01.2016     | Garmisch-Partenkirchen | Große Olympiaschanze HS142      |                | Peter Prevc    | Kenneth Gangnes | Severin Freund  | Peter Prevc     |
| 03.01.2016     | Innsbruck              | Bergiselschanze HS130           |                | Peter Prevc    | Severin Freund  | Kenneth Gangnes | Peter Prevc     |
| 06.01.2016     | Bischofshofen          | Paul-Außerleitner-Schanze HS142 | Nacht          | Peter Prevc    | Severin Freund  | Michael Hayböck | Peter Prevc     |
| Gesamtwertung: | Gesamtwertung:         | Gesamtwertung:                  | Gesamtwertung: | Peter Prevc    | Severin Freund  | Michael Hayböck |                 |

### Gesamtwertung der 64. Vierschanzentournee
Nach allen vier Springen wurden die Punkte der Springer aus allen vier Springen addiert. Der Springer mit der höchsten Punktzahl war der Gesamtsieger der Tournee.
| Rang | Name                     | Punkte |
| ---- | ------------------------ | ------ |
| 01.  | Peter Prevc              | 1139,4 |
| 02.  | Severin Freund           | 1112,9 |
| 03.  | Michael Hayböck          | 1081,6 |
| 04.  | Kenneth Gangnes          | 1073,5 |
| 05.  | Stefan Kraft             | 1036,2 |
| 06.  | Johann André Forfang     | 1035,5 |
| 07.  | Noriaki Kasai            | 1013,2 |
| 08.  | Anders Fannemel          | 1010,1 |
| 09.  | Richard Freitag          | 1001,4 |
| 10.  | Andreas Wank             | 0974,4 |
| 11.  | Simon Ammann             | 0970,9 |
| 12.  | Andreas Wellinger        | 0970,3 |
| 13.  | Daiki Itō                | 0967,3 |
| 14.  | Roman Koudelka           | 0963,1 |
| 15.  | Andreas Stjernen         | 0945,1 |
| 16.  | Vincent Descombes Sevoie | 0944,5 |
| 17.  | Domen Prevc              | 0938,5 |
| 18.  | Manuel Fettner           | 0913,1 |
| 19.  | Joachim Hauer            | 0825,3 |
| 20.  | Stephan Leyhe            | 0807,4 |
| 21.  | Jakub Janda              | 0806,0 |
| 22.  | Anže Lanišek             | 0801,3 |
| 23.  | Kamil Stoch              | 0800,3 |
| 24.  | Daniel-André Tande       | 0793,5 |
| 25.  | Stefan Hula              | 0766,4 |
| 26.  | Taku Takeuchi            | 0680,1 |
| 27.  | Jan Matura               | 0661,2 |
| 28.  | Michael Neumayer         | 0656,2 |
| 29.  | Lukáš Hlava              | 0649,6 |
| 30.  | Kento Sakuyama           | 0622,5 |
| 31.  | Karl Geiger              | 0549,4 |
| 32.  | Maciej Kot               | 0541,1 |
| 33.  | Gregor Schlierenzauer    | 0439,4 |
| 34.  | Manuel Poppinger         | 0438,9 |

| Rang | Name                  | Punkte |
| ---- | --------------------- | ------ |
| 35.  | Dawid Kubacki         | 0421,4 |
| 36.  | Ronan Lamy Chappuis   | 0415,5 |
| 37.  | Shōhei Tochimoto      | 0400,0 |
| 38.  | Denis Kornilow        | 0391,5 |
| 39.  | Pius Paschke          | 0331,8 |
| 40.  | Tom Hilde             | 0329,3 |
| 41.  | Jewgeni Klimow        | 0326,4 |
| 42.  | Robert Kranjec        | 0323,9 |
| 43.  | Clemens Aigner        | 0304,6 |
| 44.  | Jurij Tepeš           | 0299,2 |
| 45.  | Ville Larinto         | 0294,9 |
| 46.  | Wladimir Sografski    | 0277,7 |
| 47.  | Gregor Deschwanden    | 0275,3 |
| 48.  | Andreas Kofler        | 0229,2 |
| 49.  | Philipp Aschenwald    | 0222,9 |
| 50.  | David Siegel          | 0222,5 |
| 51.  | Andrzej Stękała       | 0210,6 |
| 52.  | Marinus Kraus         | 0204,7 |
| 53.  | Elias Tollinger       | 0203,5 |
| 54.  | Junshirō Kobayashi    | 0203,4 |
| 55.  | Halvor Egner Granerud | 0200,8 |
| 56.  | MacKenzie Boyd-Clowes | 0200,6 |
| 56.  | Ilmir Chasetdinow     | 0200,6 |
| 58.  | Florian Altenburger   | 0198,5 |
| 59.  | Markus Schiffner      | 0197,9 |
| 60.  | Tilen Bartol          | 0179,3 |
| 61.  | Nicholas Alexander    | 0112,2 |
| 62.  | Sebastian Colloredo   | 0110,7 |
| 63.  | Markus Eisenbichler   | 0108,2 |
| 64.  | Piotr Żyła            | 0100,1 |
| 65.  | Killian Peier         | 0096,6 |
| 66.  | Luca Egloff           | 0093,4 |
| 67.  | Michael Glasder       | 0086,8 |
| 68.  | Anže Semenič          | 0063,5 |

### Gesamtweltcupstand nach der Vierschanzentournee
| Rang | Name                 | Punkte |
| ---- | -------------------- | ------ |
| 01.  | Peter Prevc          | 924    |
| 02.  | Severin Freund       | 719    |
| 03.  | Kenneth Gangnes      | 595    |
| 04.  | Michael Hayböck      | 487    |
| 05.  | Johann André Forfang | 452    |
| 06.  | Richard Freitag      | 334    |
| 07.  | Stefan Kraft         | 328    |
| 08.  | Daniel-André Tande   | 303    |
| 09.  | Noriaki Kasai        | 278    |
| 10.  | Domen Prevc          | 276    |